# مادس هانسن (لاعب كرة قدم مواليد 2002)
مادس هانسن (بالدنماركية: Mads Hansen) هو لاعب كرة قدم دنماركي، ولد في 28 يوليو 2002.

## وصلات خارجية
- مادس هانسن (لاعب كرة قدم مواليد 2002) على موقع الاتحاد الأوربي (الإنجليزية)
- مادس هانسن (لاعب كرة قدم مواليد 2002) على موقع اتحاد النرويج (النرويجية)
- مادس هانسن (لاعب كرة قدم مواليد 2002) على موقع قاعدة بيانات كرة القدم.إي يو (الإنجليزية)
- مادس هانسن (لاعب كرة قدم مواليد 2002) على موقع Soccerbase.com (لاعب) (الإنجليزية)
- مادس هانسن (لاعب كرة قدم مواليد 2002) على موقع Soccerway.com (الإنجليزية)
- مادس هانسن (لاعب كرة قدم مواليد 2002) على موقع عالم كرة القدم.نت (الإنجليزية)